# وان‌وب
وان‌وب (انگلیسی: OneWeb) شرکت هوافضای بریتانیایی است، که در سال ۲۰۱۲ تأسیس شد.